# ان‌جی‌سی ۴۲۹
ان‌جی‌سی ۴۲۹ (انگلیسی: NGC 429) نام یک کهکشان عدسی در صورت فلکی نهنگ است.